# جون أوكونور
جون أوكونور (بالإنجليزية: Jon O'Connor)‏ (28 أكتوبر 1976 في المملكة المتحدة - ) هو لاعب كرة قدم بريطاني في مركز الدفاع. لعب مع نادي إيفرتون ونادي بلاكبول.

## وصلات خارجية
- جون أوكونور على موقع قاعدة بيانات كرة القدم.إي يو (الإنجليزية)
- جون أوكونور على موقع Soccerbase.com (لاعب) (الإنجليزية)
- جون أوكونور على موقع عالم كرة القدم.نت (الإنجليزية)